# Chiesa dei Santi Faustino e Giovita (Gerole)
La chiesa dei Santi Faustino e Giovita sorge nella frazione di Gerole a nord del territorio comunale di Borgosatollo, sulla strada che collega Borgosatollo alla antica strada "del Canneto", quindi al quartiere periferico di San Polo.
La chiesa di origine seicentesca, fu eretta dalla famiglia Morotti-Gerola. La chiesa di piccole dimensioni, e caratterizzata da una facciata con una trifora. Accostata all'edificio principale vi è una piccola sagrestia ed il campanile.

## Opere artistiche
All'interno della chiesa è contenuta una pala dei Santi Faustino e Giovita rappresentati in abito militare nel momento in cui presentano Brescia alla Madonna. Datata 1626, con un'interessante veduta della città, ad opera di Grazio Cossali.

Firmata dall'artista con: 
GRATIUS COSSALIS FAC. M.DC.XXVI
Sulle pareti laterali sono ospitate delle tele settecentesche che rappresentano i quattro episodi della vita di Santa Teresa, fondatrice dei Carmelitani Scalzi.

## La tomba dei Morotti
All'interno della chiesa, posta nel presbiterio, si trova la tomba di Antonio Morotti, membro della dell'illustre famiglia che fece erigere la chiesa.
Morotti morì durante la peste del 1630, e lasciò in eredità parte dei suoi averi alla cappellania di questa chiesa; con parte del lascito nel 1635 venne realizzata la tomba, che in seguito raccolse anche le salme di altri membri della stessa famiglia.